# Alhagi graecorum
Alhagi graecorum es una especie de leguminosa. Anteriormente se le consideraba una subespecie de Alhagi maurorum. Tolerante a la sequía, se encuentra en el mediterráneo oriental y Oriente Medio.
Es utilizada por sus propiedades medicinales en el tratamiento de la culebrilla, gastroenteritis, úlceras, fiebre, inflamaciones y dolor de angina, dolor de cabeza y de muelas, artritis reumatoide, trastornos hepáticos, cálculos renales e infecciones del tracto urinario, hipertensión y cáncer.